# Nauset Light
Das Nauset Light (auch Nauset Beach Light) ist ein historischer Leuchtturm in Eastham im Bundesstaat Massachusetts der Vereinigten Staaten. Seine Geschichte ist eng mit drei als Three Sisters of Nauset bekannten Leuchttürmen verbunden, die heute nicht mehr aktiv sind.

## Geschichte
1836 baten 21 Einwohner von Eastham die Boston Marine Society, am Nauset Beach an der Atlantikküste des Cape Cod einen Leuchtturm zu errichten, da dort bereits viele Schiffe verunglückt waren. Der neue Turm sollte mittig zwischen dem Highland Light in North Truro und den Zwillings-Leuchttürmen in Chatham platziert werden. Der Kongress der Vereinigten Staaten bewilligte am 3. März 1837 Finanzmittel in Höhe von 10.000 US-Dollar (heute ca. 292.000 Dollar) zur Errichtung des neuen Leuchtturms. Um den Standort vom Einzellicht in North Truro und den Zwillingslichtern in Chatham unterscheidbar zu machen, wurde die Errichtung von drei baugleichen Leuchttürmen am Nauset Beach beschlossen. Der endgültige Standort wurde vom Marineoffizier John Percival ausgewählt.

### Three Sisters of Nauset

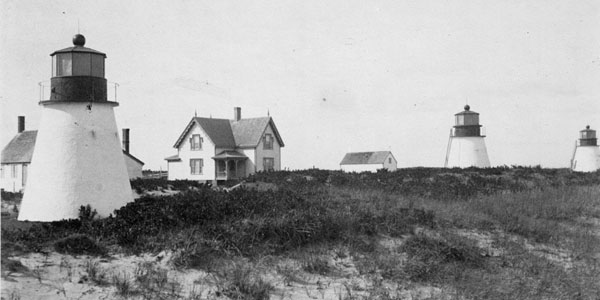
Die Three Sisters of Nauset an ihrem ursprünglichen Standort

Innerhalb von 38 Tagen errichtete Winslow Lewis im Jahr 1838 gemeinsam mit einem kleinen Wohnhaus die ursprünglichen drei Leuchttürme mit einer Höhe von jeweils 15 ft (4,6 m), die heute als Three Sisters of Nauset bekannt sind und am 15. Juni 1987 unter der Nummer 87001502 als Konstruktion in das National Register of Historic Places (NRHP) eingetragen wurden.
Die Türme standen 150 ft (45,7 m) voneinander entfernt auf einer geraden Linie. Jedes als Achteck ausgestaltete Feuerhaus beinhaltete zehn Lampen mit dreizehn 0,5 in (12,7 mm) großen Reflektoren, die ein konstantes weißes Licht aussandten. Die Drillingstürme waren nicht unumstritten, und einige Fachleute waren der Ansicht, dass auch ein einzelner Leuchtturm, dessen Licht acht oder zehn Meilen weit reicht und sich hinreichend von den benachbarten Leuchttürmen unterscheidet, den gewünschten Zweck erfüllte. So könne man auch zwei Drittel des verbrauchten Öls einsparen.
1856 wurden die Lampen und Reflektoren der drei Leuchttürme durch Fresnel-Linsen sechster Ordnung ersetzt, die 1873 durch leistungsfähigere Linsen vierter Ordnung abgelöst wurden. 1890 war die Bodenerosion der Küste so weit fortgeschritten, dass die Leuchttürme bereits am Rand einer Klippe standen. 1892 wurden daher drei neue, 22 ft (6,7 m) hohe Türme rund 30 ft (9,1 m) weiter westlich errichtet, in welche die Fresnel-Linsen der alten Leuchttürme eingebaut wurden. 1911 war die Erosion nur noch 8 ft (2,4 m) vom nördlichsten Turm entfernt, und das Bureau of Lighthouses entschied sich zu einer Reduzierung auf lediglich einen einzigen Leuchtturm an diesem Standort.

### The Beacon
Die Three Sisters wurden daher weiter ins Landesinnere versetzt und die beiden äußeren außer Betrieb genommen, während der mittlere der Türme ein weißes Licht erhielt, das alle zehn Sekunden drei Lichtblitze – als Hommage an die ursprünglichen drei Türme – erzeugte und als The Beacon bezeichnet wurde. Er ging am 1. Juni 1911 in den Dauerbetrieb über. 1918 erwarb die aus Attleboro stammende Familie Cummings die beiden stillgelegten Leuchttürme für 3,50 Dollar (heute ca. 63 Dollar) und versetzten sie zwei Jahre später auf ihr Grundstück in der Nähe des ursprünglichen Standorts. Der Turm The Beacon wurde 1987 unter der Nummer 87001527 ebenfalls in das NRHP eingetragen.
1965 erwarb der National Park Service die beiden Leuchttürme der Familie Cummings und 1967 auch den dritten Turm. Die Three Sisters wurden an ihrem heutigen Standort rund 1.800 ft (548,6 m) von der Küste entfernt wieder originalgetreu zusammengeführt und 1989 vollständig (der mittlere Turm) bzw. teilweise (die äußeren Türme) renoviert.

### Nauset Light Station
1923 befand sich der verbliebene Leuchtturm in sehr schlechtem Zustand. Zwischenzeitlich war auch der Standort bei Chatham von zwei auf einen Leuchtturm reduziert worden, sodass der dort nicht mehr genutzte Turm abgebaut und in Eastham auf einem neuen Fundament wieder aufgebaut werden konnte. Der neue Turm – das heutige Nauset Light – erhielt die Fresnel-Linse vierter Ordnung des alten Leuchtturms und wurde mit Kerosin betrieben. Der nun ebenfalls außer Dienst gestellte dritte Turm der Three Sisters wurde an Albert Hall verkauft, der ihn auf sein Grundstück versetzen ließ. Das Nauset Light wurde 1955 automatisiert und erhielt 1981 eine neue Optik. Die alte Fresnel-Linse ist heute im Cape Cod National Seashore’s Salt Pond Visitor Center ausgestellt. 1987 wurde das Nauset Light unter der Nummer 87001484 im Rahmen der Multiple Property Submission Lighthouses of Massachusetts MPS in das NRHP eingetragen.
Die fortschreitende Bodenerosion bereitete dem Nauset Light auch weiterhin Probleme; allein von 1991 bis 1994 wanderte die Küstenlinie östlich des Leuchtturms 30 ft (9,1 m) auf ihn zu, was insbesondere auf einen starken Sturm im Oktober 1991 zurückging. 1993 kündigte die Küstenwache der Vereinigten Staaten die Aufgabe des Leuchtturms an, was zu einem großen Protest aus der Bevölkerung führte, da das Nauset Light mittlerweile zu einem Wahrzeichen der Region geworden war. Um den Leuchtturm zu bewahren, wurde eigens die Nauset Light Preservation Society (NLPS) gegründet, die den Turm 1995 für fünf Jahre von der Küstenwache leaste.
Im April 1996 wurde ein neuer Standort für den Leuchtturm gefunden, der zu diesem Zeitpunkt nur noch 43 ft (13,1 m) von den Klippen entfernt stand. Noch im selben Jahr wurde der neue Standort vorbereitet und die International Chimney Corporation aus Buffalo in New York mit der Versetzung des Gebäudes beauftragt. Das Unternehmen hatte zuvor bereits das Highland Light und das Block Island Southeast Light in Rhode Island erfolgreich an einen neuen Standort versetzt. Der Umzug des 90 Tonnen schweren Nauset Light an seinen neuen, 336 ft (102,4 m) entfernten Standort verlief am 15. November 1996 problemlos.
Nach Renovierungsarbeiten wurde der Leuchtturm am 10. Mai 1997 wieder in Betrieb genommen. 1998 wurde das Eigentum am Leuchtturm auf den National Park Service übertragen, der es einige Zeit später an die Cape Cod National Seashore weiterreichte. 2004 wurde ein Partnerschaftsabkommen zwischen dem NPS und der Nauset Light Preservation Society (NLPS) geschlossen. Die NLPS wird den Leuchtturm als private Navigationshilfe weiterbetreiben und ist für die Erhaltung des Turms sowie seiner Nebengebäude zuständig.

## Architektur und Technik
Das 48 ft (14,6 m) hohe Nauset Light besteht aus Gusseisen und steht auf einem Betonfundament. Der Leuchtturm sendet alle 4,9 Sekunden einen abwechselnd weißen bzw. roten Lichtblitz mit 0,1 Sekunden Dauer aus, der eine Reichweite von 24 sm (44,4 km) bzw. 20 sm (37 km) besitzt.